# Port of Tallinn
Port of Tallinn (på estniska AS Tallinna Sadam) är ett estniskt statligt hamnaktiebolag med huvudkontor i Tallinn. I hamnkoncernen ingår fem hamnar och två av dem ligger inom Tallinns stadsgräns.

## Historia
Den statliga hamnkoncernen skapades i början av 1990-talet, när Estland åter blev självständigt. Först ingick bara passagerar- och lasthamnen Vanasadam (Old City Harbour) och den före detta statliga fiskeflottans Paljassaare sadam (Paljassaare Harbour) i koncernen. År 1994 införlivades ett annat statligt aktiebolag, AS Muuga Sadam, i koncernen, och där ingick även den största estniska lasthamnen Muuga sadam (Muuga Harbour).
När ryska armén lämnade Estland den 31 augusti 1994, övertog koncernen även Paldiskis södra hamn (Paldiski South Harbour), som senare utvecklades till en lasthamn.
År 2006 färdigställdes en ny passagerarhamn på Saaremaa (Ösel) som  heter Saaremaa sadam (Saaremaa Harbour), där anlöper huvudsakligen kryssningsfartyg.
År 2016 startade ett dotterbolag till Port of Tallinn - TS Laevad - färjetrafik med fyra nya färjor mellan fastlandet och Estlands två största öar.

## Hamnar idag
- Före sekelskiftet flyttades godshamnen ut ur Vanasadam och den blev endast passagerarhamn. Där reser årligen ungefär 10 miljoner färjepassagerare.
- Paljassare hamn hanterade laster, men trafiken genom staden blev komplicerad för stora lastbilar. Därför har godsomsättningen i hamnen minskat och i en del av hamnen ligger fartygsrepareringsdockor.
- Muuga hamn hade den största godsomsättning bland estniska hamnar, men andelen flytande laster och kol har minskat, medan hantering av containrar och ro-ro-laster har ökat. I Muuga hamn ligger också en stor järnvägsstation för godstrafik.
- Paldiskis södra hamn hanterar gods och ro-ro-laster.
- I Saaremaa hamn har byggts platser och utrustning för godshantering.